# Khari Willis
Khari Willis (Jackson, 7 maggio 1996) è un giocatore di football americano statunitense che milita nel ruolo di safety per gli Indianapolis Colts della National Football League (NFL).

## Carriera

### Indianapolis Colts
Willis fu scelto nel corso del quarto giro (109º assoluto) del Draft NFL 2019 dagli Indianapolis Colts. Debuttò come professionista subentrando nella gara del primo turno contro i Los Angeles Chargers mettendo a segno 2 tackle. Nella settimana 4 contro gli Oakland Raiders disputò la prima partita come titolare. La sua stagione da rookie si concluse con 71 tackle e un passaggio deviato in 14 presenze, 9 delle quali come titolare.
Il 15 giugno 2022 Willis annunciò il ritiro per divenire un ministro della chiesa.